# 廖希元
廖希元（1540年—？），字伯才，號夢衡，湖廣衡州府桂陽州藍山縣鳳感人，民籍，明朝政治人物。

## 生平
嘉靖四十三年（1564年）甲子科湖廣鄉試第四十八名舉人，隆慶五年（1571年）中式辛未科會試第一百九十二名，三甲第一百五十二名進士。禮部觀政，授祁門縣知縣，萬曆二年（1574年）調宜黃縣知縣，五年（1577年）升南京戶部主事，九年（1581年）升員外郎，十年（1582年）升南京刑部郎中，十二年（1584年）出為衢州府知府，十七年（1589年）二月升貴州按察司副使。

## 家族
曾祖廖得舒，贈南京豹韜衛經歷；祖父廖經，廣安州同知；父廖文光，南京工部都水司郎中。母鄺氏（贈宜人）；繼母鄧氏（封宜人）。重慶下。